# 广东省财经学校
广东省财经学校，全称广东省财经职业技术学校，简称财校，是一所全日制公办国家级重点中等职业学校，它的前身是于1908年成立的岭东中等商业学堂。
广东省财经学校分为南海校区和广州校区。